# Mestre Caiçara
Antônio Conceição Moraes (Cachoeira, 8 de maio de 1924 - 26 de agosto de 1997), também conhecido como Mestre Caiçara, foi um capoeirista brasileiro e funcionário público municipal, considerado um dos maiores nomes da história da capoeira.

## Biografia e história na capoeira
Filho de Adélia Maria da Conceição, começou o aprendizado da capoeira aos 14 anos de idade, no Largo do Tanque em Salvador, onde outros capoeiristas antigos praticavam, como seu Mestre Aberrê, 12 Homens, Siri de Mangue, Canário Pardo, Barroquinha, Vitor HU, Totonho de Maré, o finado Traíra, o finado Besouro, Canário, Geraldo Chapeleiro, Mestre Bimba, Mestre Pastinha, Cassimiro, Elói, Ferrugem, Totonho de Maré, Tiburcinho, o velho Argemiro e Onça Preta. Por influência de sua mãe, Caiçara tinha o candomblé como religião e era considerado filho de Logunedé na religião.
Caiçara estava sempre presente nas festas do largo de Salvador e outras festas populares, junto de seu grupo folclórico Santa Bárbara, da qual era devoto juntamente com São Jorge. Por esse motivo, ele vestia camisas com cores de vermelho e verde fortes, as quais também se tornaram as cores de sua academia.
A roda organizada por Mestre Caiçara foi o que motivou Tonho Matéria a decidir ser capoeirista, pois ele já aos 12 anos de idade presenciou esta roda de capoeira em Salvador. Ele se dizia defensor da capoeira angola com a única verdadeira, mas não considerava Mestre Pastinha de fato um mestre de capoeira.
Em 1969, ele gravou um LP com o nome de sua Academia: Academia de Angola São Jorge dos Irmãos Gêmeos de Caiçara, o qual apresenta vários toques de berimbau, ladainhas e sambas de roda.
Apesar de ter tido problemas com a polícia, inclusive sendo preso algumas vezes como ele mesmo canta em suas ladainhas devido a brigas, chegou a dar aulas de defesa pessoal para a polícia. Em uma dessas brigas, chegou a levar alguns tiros e sempre estava com posse de um punhal, além de algumas vezes portar pedras para se defender em caso de necessidade. Ele próprio diz também ter sido membro do bando de Lampião quando tinha cerca de 17 a 18 anos de idade.
Mestre Caiçara criou a Academia de Capoeira Angola São Jorge dos Irmãos Unidos do Mestre Caiçara, localizada no bairro da Liberdade em Salvador. Atualmente, seu filho Jorge Morais dos Santos, conhecido como Jorge Caiçara, ministra aulas nesta academia, com o objetivo de resgatar os fundamentos da capoeira na linhagem do Mestre Caiçara. Nos dias atuais, no entanto, a academia se localiza no bairro São Caetano em Salvador.
Segundo uma de suas filhas, Mestre Caiçara teve cerca de 30 filhos, sendo que parte deles era adotado como o "Caboclinho", o qual Caiçara conseguiu remover do cenário prática da malandragem e uso de drogas. Caboclinho passou posteriormente a vender pamonhas no bairro da Liberdade em Salvador, além de participar da roda de capoeira do Mestre Pé de Ferro no bairro Uruguai.
Caiçara passou os últimos anos de sua vida com sua esposa Elza Rodrigues Soares, com quem teve quatro filhos. Ele faleceu em 26 de agosto de 1997 devido a um efisema pulmonar após uma parada cardiorrespiratória. Em seu velório compareceram diversos capoeiras, sendo realizada uma roda além de ter sido cantada uma de suas ladainhas em homenagem a ele.